# Arne Elsrud
Lars Arne Rudolf Elsrud, född 1912 i Finnhyttan Ljusnarsberg, död 1995 i Ljusnarsberg, var en svensk målare och tecknare.
Elsrud studerade vid Edward Berggrens målarskola och Konsthögskolan i Stockholm, samt under studieresor till Paris.
Hans konst består av landskap, interiörer och figurbilder. 
Elsrud är representerad vid Moderna museet, Örebro läns museum, Örebro läns landsting, Kumla kommun, Lindesbergs kommun och Ljusnarsbergs kommun.